# Harmil
Isla Harmil es el nombre de una isla deshabitada en el este de África, específicamente en el país de Eritrea, que administrativamente está incluida en la Región de Semenawi Keyih Bahri (Mar Rojo Norte). Se encuentra cerca de unos peligrosos arrecifes siendo una de las Islas Dahlak. Durante la colonización italiana fue usada como base de artillería. Un barco destructor italiano fue alcanzado y hundido por un ataque aliado frente a la isla el 21 de octubre de 1940.